# Christian Gottlieb Ludwig
Christian Gottlieb Ludwig, född den 30 april 1709 i Brieg, Schlesien, död den 7 maj 1773 i Leipzig, var en tysk botanist.
Ludwig deltog i början av 1730-talet som botanist i Johann Ernst Hebenstreits resa i Afrika och blev medicine doktor 1737, extra ordinarie professor i medicin i Leipzig 1740 och ordinarie professor där 1747. Han utgav redan 1737 ett framstående verk över växtsläktena, Definitiones generum plantarum, med ett nytt system, kombinerande Tourneforts och Linnés släktkaraktärer (senaste upplagan utgavs 1760 av Georg Rudolph Boehmer). 
I Observationes in methodum plantarum sexualem Linnæi (1739) är han en av de första, som anslutit sig till Linnés sexualsystem, men gör anmärkning mot dess inkonsekvenser och konflikten mellan de artificiella klasskännemärkena och den naturliga samhörigheten (så till exempel kan monadelfa baljväxter få stå kvar i Diadelphia; däremot bör Lobelia utmönstras ur Syngenesia, trots sitt artificiella klassmärke). 
Institutiones historico-physicæ regni vegetabilis (1742; 2:a upplagan 1757) är en lärobok med definitioner med mera till den allmänna botaniken (morfologin och fysiologin). Auktorsnamnet Ludw. kan användas för Christian Gottlieb Ludwig i samband med ett vetenskapligt namn inom botaniken; se Wikipediaartiklar som länkar till auktorsnamnet.